# ノースカロライナ (原子力潜水艦)
| USS North Carolina SSN-777 |                                                   |
| 艦歴                       |                                                   |
| 発注                       | 1998年9月30日                                     |
| 起工                       | 2004年5月22日                                     |
| 進水                       | 2007年4月21日                                     |
| 就役                       | 2008年5月3日                                      |
| その後                     |                                                   |
| 性能諸元                   |                                                   |
| 排水量                     | 7,800 t                                           |
| 全長                       | 114.9 m (377 ft)                                  |
| 全幅                       | 10.3 m (34 ft)                                    |
| 吃水                       |                                                   |
| 機関                       | S9G 原子炉                                        |
| 最大速                     | 水上：25ノット (46 km/h) 水中：32ノット (59 km/h) |
| 潜行深度                   | 800 ft (250 m)                                    |
| 乗員                       |                                                   |
| 兵装                       | VLS 12基 21インチ魚雷発射管 4基                   |
| モットー                   | Primus in Proelio ("First in Fight")              |
|                            |                                                   |

ノースカロライナ (USS North Carolina, SSN-777) は、アメリカ海軍の攻撃型原子力潜水艦。バージニア級原子力潜水艦の4番艦。艦名はノースカロライナ州に因む。その名を持つ艦としてはノースカロライナ級戦艦1番艦(BB-55)以来5隻目。

## 艦歴
ノースカロライナは2004年5月22日にバージニア州ニューポートニューズのノースロップ・グラマン・ニューポート・ニューズ造船所で起工し、2007年4月21日にリンダ・ボウマン（フランク・ボウマン海軍大将の夫人）によって命名、進水した。
初代艦長はニューヨーク北部出身のマーク・E・ディヴィスが就任し、134名の士官、兵員を指揮する。
ノースカロライナには、その名を持つ前の艦の部材が使用された。艦内部のチーク材は戦艦「ノースカロライナ」の部材が、艦の銀食器には装甲巡洋艦「ノースカロライナ」で使用されたいくつかの銀食器がノースカロライナ州知事から贈呈された。

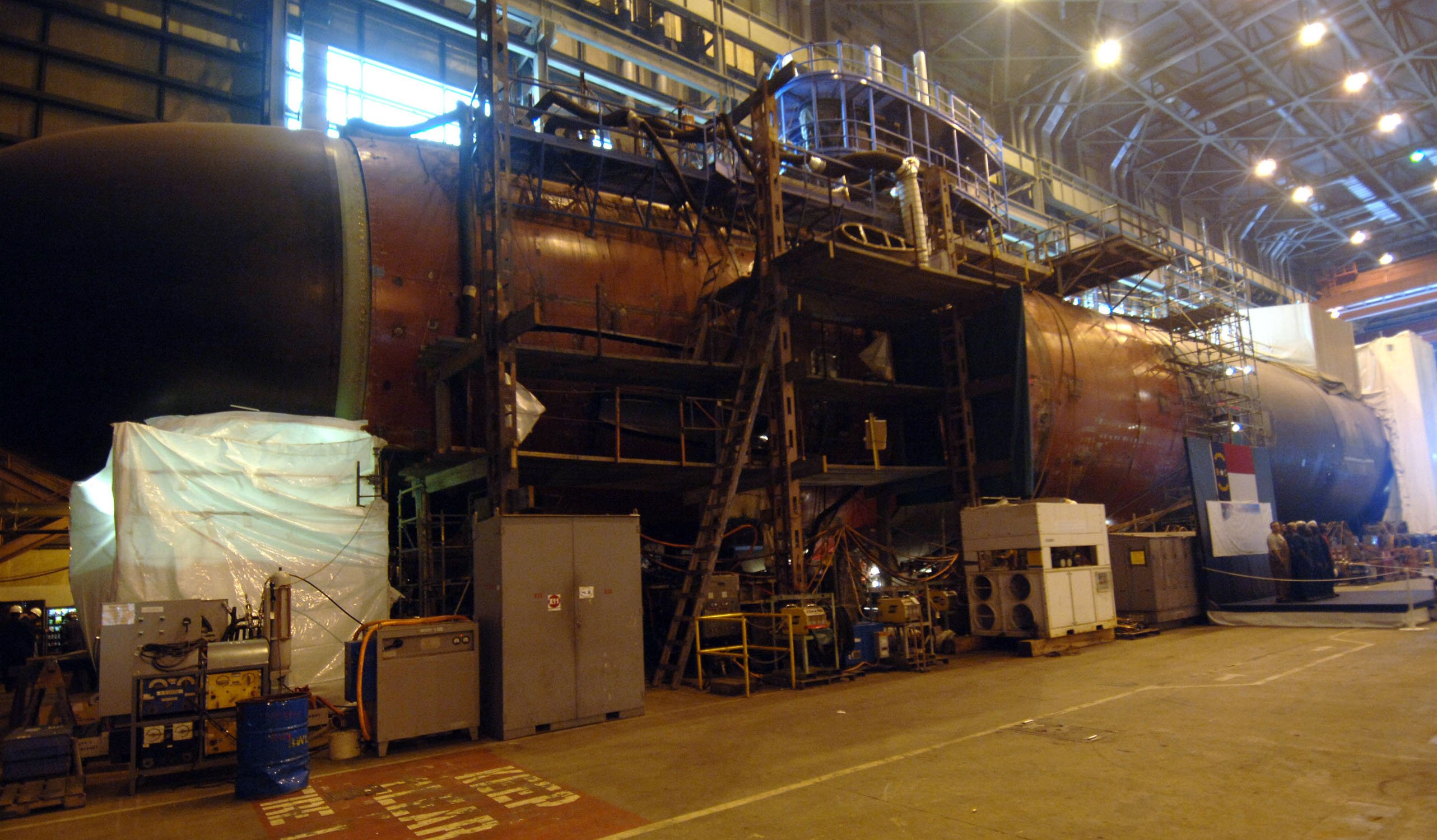
建造中のノースカロライナ